# Pierre Roch Jurien de La Gravière
Pour les articles homonymes, voir Jurien de la Gravière.
Pierre Roch Jurien de La Gravière, né le 5 novembre 1772 à Gannat (Allier), décédé le 14 janvier 1849 à Paris, est un officier de marine français des XVIIIe et XIXe siècles.

## Biographie

### Origines et famille
Pierre Roch Jurien est le quatrième fils de Jean Pierre Jurien des Varennes, d'une famille de magistrats de Riom, lui-même marchand-drapier à Gannat, et de Catherine Procule Delaire. Son père fit de mauvaises affaires ; après la faillite de son commerce (1782), il quitta Gannat avec sa famille et s'installa à Rochefort, où il devint commis principal dans l'administration de la marine ; ses quatre fils entrèrent successivement dans la marine. La Gravière, dont Pierre Roch Jurien prit le nom, était une petite terre, située à quelques kilomètres au nord-est de Riom (commune de Clerlande), que son père avait acquise.

### Débuts dans la Marine royale
Il est entré au service sous le nom de Jurien Desvarennes, comme novice pilotin sur la corvette La Favorite en mai 1786, à l'âge de 14 ans. Il est promu aspirant volontaire sur la frégate La Flore, le 29 novembre 1787.

### L'expédition de Monsieur d'Entrecasteaux (1791-1793)
Il prend part à l'expédition commandée par Joseph de Bruny d'Entrecasteaux, que Louis XVI et l'Assemblée constituante envoient à la recherche de La Pérouse, et dont les objectifs ne sont pas seulement humanitaires mais aussi scientifiques. Embarqué comme volontaire, il est promu aspirant de 1re classe et enseigne de vaisseau sur la corvette L'Espérance pendant l'expédition, qui a lieu entre le mois de novembre 1791 et janvier 1793. 

### Officier dans la Marine de l'Empire
De retour en France, il est nommé lieutenant de vaisseau le 6 vendémiaire an III, et capitaine de frégate le 24 nivôse an VI.
En l'an XI, il commande La Franchise, à l'affaire de Léogane ; dans son rapport, Rochambeau, général en chef de l'armée de Saint-Domingue, le signala comme un officier distingué par son intelligence et sa bravoure, et demanda pour lui le grade de capitaine de vaisseau, qui lui fut accordé le 13 ventôse de la même année.
Chevalier de l'ordre de la Légion d'Honneur en pluviôse, il est fait officier de l'Ordre le 25 prairial an XII, il se fait encore remarquer en février 1809. Il livre en 1809, à hauteur des Sables-d'Olonne, avec trois frégates, un combat acharné à six vaisseaux britanniques, qu'il força à la retraite.
En janvier 1812, nous le trouvons commandant sur le Vétéran (1803) mouillant en rade de Port-Louis.
Le 5 juillet 1814, Lagravière est nommé chevalier de Saint-Louis, et, le 13 novembre de la même année, il reçoit le commandement d'une division qui part de Rochefort pour aller reprendre la possession de l'île Bourbon. Le 10 février 1815, il relâche au Cap. Le 6 avril, le nouveau gouverneur est installé à Bourbon, et, le 27 août, il mouille dans la rade de Brest.

### Vice-amiral sous la Restauration
Promu contre-amiral le 28 octobre 1817, président du collège électoral du Finistère le 10 mars 1819, commandeur de la Légion d'honneur le 28 avril 1821, il commandait la même année la station du Brésil.
Fait commandeur de Saint-Louis le 22 mai 1825, il commandait à cette époque la station des Antilles et du golfe du Mexique, est nommé, le 7 janvier 1827, préfet maritime du 4e arrondissement, et, le 5 novembre de la même année, président du collège électoral de la Charente.
Vice-amiral et pair de France depuis la révolution de 1830, inspecteur général de la marine pour les 2e et 5e arrondissements en 1832, grand officier de ordre de la Légion d'Honneur le 22 avril 1834, grand croix de l'Ordre le 22 juin 1841, l'amiral Jurien de la Gravière fait par la suite partie de la 2e section du cadre de l'état-major général de l'armée navale.

## Publication
- Souvenirs d'un amiral, deux tomes, Paris, Hachette, 1860, 382 et 398 pages (tome 1, tome 2).

## Hommages
- Plusieurs navires de la Marine nationale ont porté son nom et celui de son fils : le croiseur Jurien de la Gravière (1899-1921) et un contre-torpilleur, remis pour dommages de guerre par l'Italie, l'ex-Mitragliere (1948-1954).
- Le nom de Jurien a été donné à plusieurs lieux de l'hémisphère sud :
  - L'Île Jurien (en), dans l'archipel Palmer (Antarctique). Ce nom lui a été donné par Jules Dumont d'Urville le 4 mars 1838.
  - Baie Jurien, ville sur la côte de l'Australie-Occidentale, au nord de Perth. Le nom a été donné à cet endroit le 1er juillet 1801 par l'expédition de Nicolas Baudin[2].
- L'esplanade qui se trouve devant le château de Gannat, sa ville natale, porte son nom depuis novembre 2014.

## Sources
- « Pierre Roch Jurien de La Gravière », dans Charles Mullié, Biographie des célébrités militaires des armées de terre et de mer de 1789 à 1850, 1852 [détail de l’édition]
- Monique Kuntz et Georges Frélastre, Hommes et femmes célèbres de l'Allier, Paris, Bonneton, 1995, 160 p. (ISBN 2-86253-189-8)
- Louis Malleret, Un amiral gannatois : Jurien de La Gravière, Plauzat, 1984.
- Louis Virlogeux, Si Gannat m'était conté : profils et silhouettes, Nonette, Créer, 2005, p. 36-38 (en ligne).